# Mixer (coctelería)
En coctelería, el mixer (del inglés, drink mixer «mezclador de la bebida») es el componente no alcohólico de un cóctel. Los mixers diluyen la bebida reduciendo el volumen de alcohol. Cambian o mejoran los sabores, o agregan nuevos matices a la bebida. Por ejemplo, pueden hacer que la bebida sea más dulce, más agria o más sabrosa. Algunos mezcladores cambian la textura o la consistencia de la bebida, haciéndola más espesa o más acuosa. Los mixers también se pueden usar estrictamente con fines decorativos, cambiando el color o la apariencia de la bebida. También simplemente aumentan el volumen de una bebida, para que dure más.

## Estimulantes
La cafeína, un estimulante, enmascara algunos de los efectos depresores del alcohol.
- Café
- Bebidas energiantes, como Red Bull, Burn, Monster... etc.
- Té y té helado, como Lipton, Nestea, Twinings... etc.

## Refrescos, gaseosas y carbonados

Un vaso de agua carbonada

La carbonatación es una característica de las bebidas gaseosas (llamadas sodas) que agrega un toque festivo a los cócteles. También aumenta la absorción del alcohol en el torrente sanguíneo debido al aumento de la presión en el estómago, lo que puede provocar una más rápida ebriedad.
- Bíter limón, aromatizado con quinina y limón (tanto jugo como médula)
- Agua carbonada (también llamada agua mineral, agua con gas, agua de sifón...), llama en coctelería water soda o club soda.
- Bebida de cola, como Coca-Cola o Pepsi.
- Refresco de jengibre (ginger ale)
- Cerveza de jengibre (ginger beer)
- Cerveza de raíz (root beer)
- Hoppy
- Refresco de lima-limón, como 7 Up o Sprite
- Tónica o quinada (como Schweppes), cuyo ingrediente esencial es la quinina. También se le agregan azúcar y otros aromatizantes.
- Refresco de naranja, como Orangina o TriNa; referescos de uva, de cereza... etc. Generalmente no son tan populares como las bebidas mencionadas anteriormente.

## Productos lácteos
Los productos lácteos agregan un efecto suavizante a la sensación de la bebida para contrarrestar la quemadura del alcohol. También vuelven opacas las bebidas, generalmente mejorando y aclarando el color de la bebida.
- Crema de leche
- Ponche de huevo
- Helado
- Leche

## Jugos, zumos y néctares

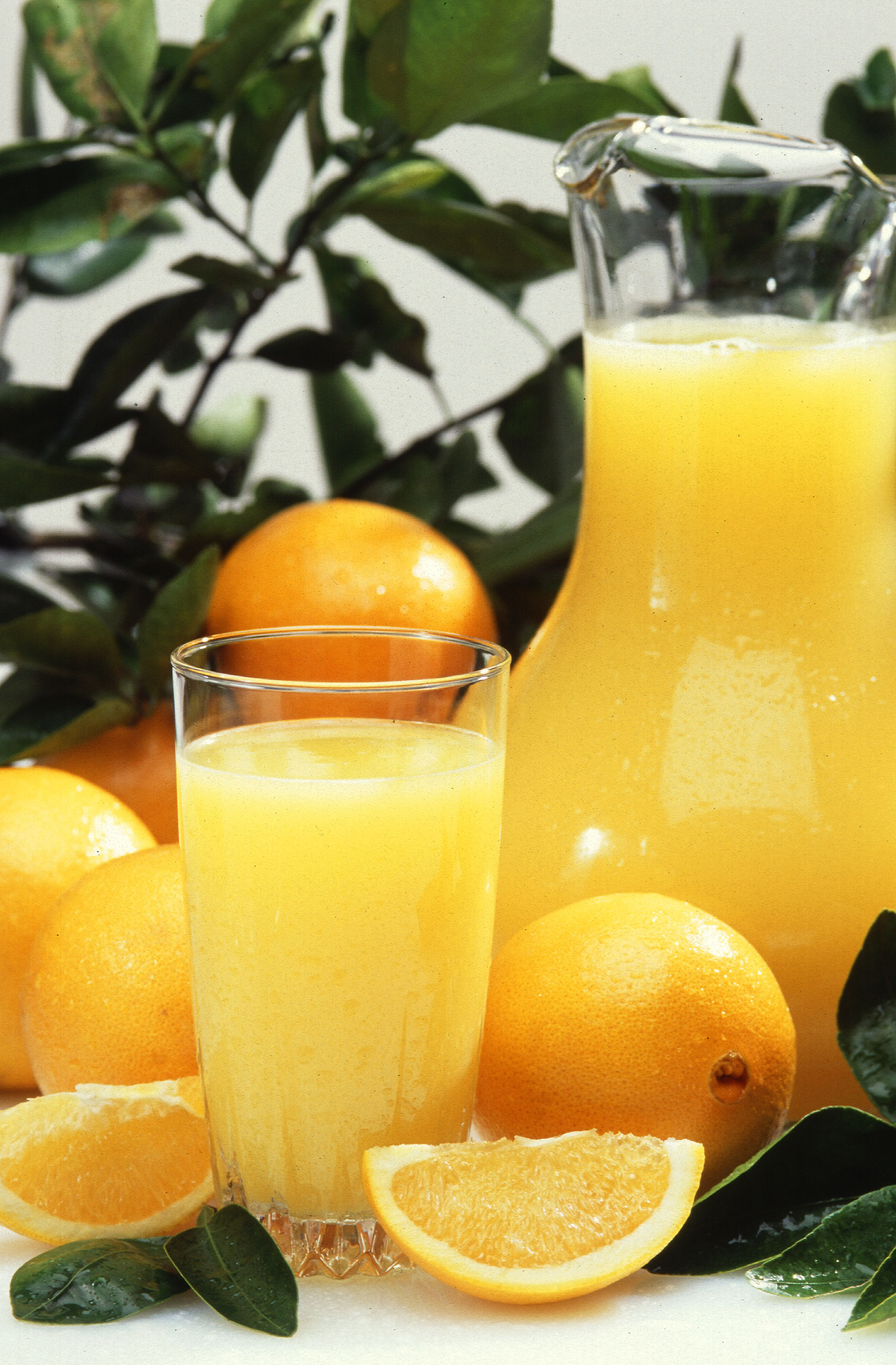
Zumo de naranja

Los jugos de frutas (o zumos) son adiciones afrutadas, a veces más dulces y a veces más amargas o agridulces. Son adiciones comunes a los cócteles a base de ron.
- Leche de coco o agua de coco
- Jugo de manzana
- Jugo de arándano
- Jugo de uva
- Jugo de pomelo o toronja
- Jugo de limón, limonada o limonana
- Jugo de lima o limada
- Jugo de naranja
- Jugo de piña
- Jugo de tomate, simple o con sabor (por ejemplo, clamato)
- Jugo concentrado para diluir
- Véanse todos en Anexo:Jugos

## Mixers preparados

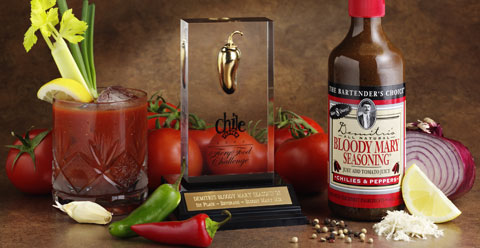
Mix de Bloody Mary (botella de la derecha)

Algunos proveedores ahora fabrican mezclas prefabricadas, que contienen todos los ingredientes para una bebida particular premezclada. Lo único que debe agregarse es alcohol.
- Mix de Bloody Mary (salsa de tomate, jugo de limón y salsa picante)
- Mix de Cosmopolitan (jugo de arándanos y lima)
- Mix de Hot Toddy (té, miel y especias)
- Mix de Margarita
- Mix de Mojito (limón y menta)
- Mix de Mudslide (crema y café)
- Mix de Daiquirí (limón y azúcar)

## Salsas
También es típica la adición de salsas, que generalmente añaden un nuevo matiz a las bebidas comúnmente consumidas. Las salsas picantes se usan comúnmente en los juegos para beber.
- Miel
- Salsas picantes como Búfalo, Tabasco, Sriracha
- Salsa inglesa o Worcestershire

## Jarabes y siropes

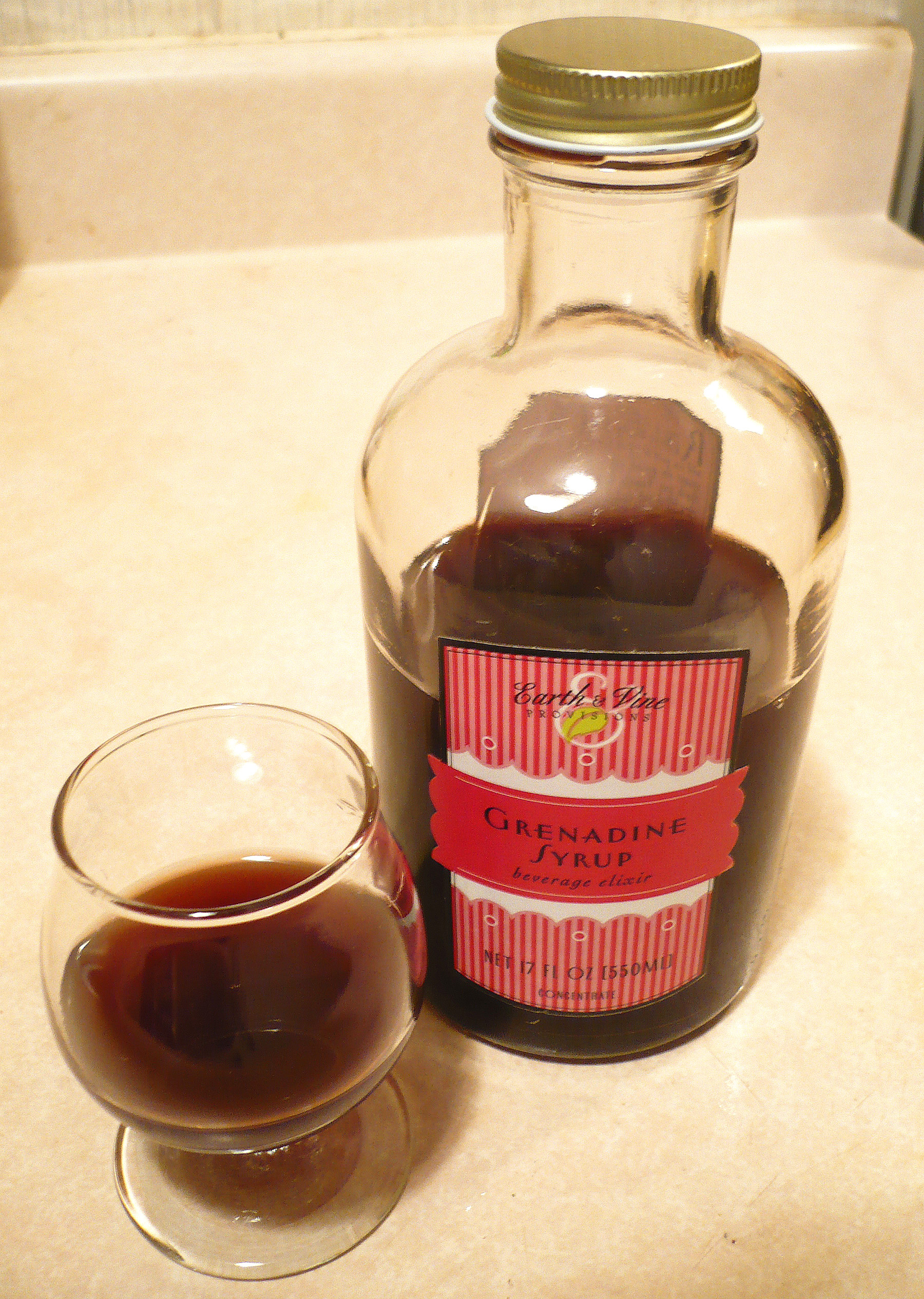
Granadina

El ingrediente clave en un jarabe es el azúcar, que endulza cualquier bebida en la que se mezcla. A menudo se agregan otros sabores a un jarabe de azúcar.
- Jarabe, o sirope neutro o simple (simple syrup), un líquido a base de azúcar y agua
- Falerno, sirope de origen caribeño, aromatizado con almendras, jengibre, clavo, y lima
- Fassionola, sirope de maracuyá, naranja y guayaba; variaciones incluyen hibisco y fresa
- Granadina, sirope de granada
- Cordial de lima, sirope de lima
- Sirope de horchata (orgeat syrup), sirope de almendras y agua de rosas o agua de azahar
- Mix agridulce (Sweet and Sour mix), sirope con extra de azúcar y lima o limón

## Otros mixers
Multitud de alimentos y bebidas se pueden usar como ingrediente para cócteles. Por ejemplo:
- Huevo: las claras de huevo se espesan y aumentan la espumosidad de las bebidas mezcladas.
- Colorante alimenticio
- Bebidas isotónicas: Gatorade, SunnyD, Redbull, etc.